# Rebel Meets Rebel (album)
Rebel Meets Rebel è un album heavy metal/country risultato del progetto nato dall'unione dei membri dei Pantera Dimebag Darrell, Rex Brown e Vinnie Paul con il cantante country David Allan Coe.

## Descrizione
I brani furono scritti e registrati quando i tre membri dei Pantera avevano tempo libero dai loro progetti, incluso il tour di Reinventing the Steel. Le sonorità dell'album mescolano thrash metal, groove metal, hard rock e country, mentre tra le tematiche affrontate vi sono dipendenza da gioco d'azzardo (Nothin' To Lose), propaganda della musica del Sud (Cowboys Do More Dope) e critica dei trattamenti del governo statunitense ai nativi americani (Cherokee Cry).
Nothin' To Lose è l'unico singolo pubblicato per cui fu realizzato un video musicale: interamente in color seppia, mostra i quattro musicisti esibirsi sul palco in un casinò, alternando scene in cui Vinnie Paul fa il banchiere al Blackjack, giocato tra gli altri da David Allan Coe. Le chitarre suonate da Dimebag e Coe sono delle Washburn 333 "Rebel", realizzate dallo stesso Dime.
Rebel Meets Rebel doveva essere cantata in duetto da Coe e Phil Anselmo.
Dopo l'omicidio di Dimebag, Coe ha usato chitarre Dean e Washburn realizzate e firmate dal chitarrista defunto per ricordare i lavori fatti insieme; tra le altre spuntano una Washburn 333 "Rebel" con un solo single coil al ponte fisso e una Dean Razorback nera.

## Tracce
1. Nothin' To Lose – 3:40
2. Rebel Meets Rebel – 3:10
3. Cowboys Do More Dope – 4:49
4. Panfilo – 0:34
5. Heart Worn Highway – 4:12
6. One Nite Stands – 2:28
7. Arizona Rivers – 2:28
8. Get Outta My Life – 3:32
9. Cherokee Cry – 3:50
10. Time – 3:36
11. No Compromise – 3:52
12. N.Y.C. Streets – 4:12

## Formazione
- David Allan Coe - voce, chitarra ritmica
- Dimebag Darrell - chitarra solista
- Rex Brown - basso
- Vinnie Paul - batteria
- Joey Floyd - fiddle in "Rebel Meets Rebel"
- Hank Williams III - voce in "Get Outta My Life"
- Rex Mauney - tastiera